# Chiara Civello
Chiara Civello (Roma, Itália em 15 de Junho de 1975) é uma cantora, compositora e pianista italiana cujas composições têm influências claras de jazz e blues. Chiara foi a primeira cantora italiana a assinar um contrato com a Verve Records (ou Verve Label Group), a gravadora estadunidense que abriga o maior catálogo de jazz do mundo. Em Agosto de 2010, o álbum "7752", lançado na Itália, foi lançado no Brasil através do selo Armazém.

## Biografia
Chiara Civello nasceu em Roma, no dia 15 de junho de 1975. Ganhou seu primeiro violão aos 12 anos e frequentou aulas de canto aos 14 na St. Louis Music Academy. Em 1993, através de uma audição feita em Úmbria, na Itália, cantando a música "What are you doing the Rest of Your Life?", de Michel Legrand, conseguiu uma bolsa de estudos para a renomada Berklee College of Music, em Boston, se mudando para os Estados Unidos assim que completou 18 anos. "Eu pensei, 'eu vou', se eu não gostar, no mínimo eu aprendi um pouco de inglês", disse, sobre a época.
Durante sua graduação em Voz, em Boston, desde cedo se envolveu em projetos com bandas de jazz, chegando a fazer apresentações com Lello Molinari, professor em Berklee, e a participar do álbum "Game Theory", organizado por outro professor da instituição, o jazzista Doug Johnson. A parceria com Molinari, inclusive, rendeu participação no álbum "Multiple Personalities", aonde Chiara gravou os vocais de músicas como a clássica La Malafemmena.
Após Berklee, no ano 2000, Chiara se mudou para Nova York, onde, na companhia de três amigos músicos, começou a fazer shows em bares e eventos dos mais diversos, cantando de blues à salsa e conhecendo o cenário musical da cidade, em lugares como o pub "Living Room", especializado em shows musicais. Trabalhou com nomes como Tony Bennett, que chegou a afirmar que Chiara é a melhor cantora de jazz de sua geração. Um dia, convidada a participar do ensaio de Paul Simon, do Simon & Garfunkel, foi descoberta pelo famoso produtor musical Russ Titelman, que ouviu sua primeira canção de autoria própria, "Parole Incerte", e viu na cantora um talento para composição. Seis meses depois, Chiara já havia firmado contrato com a gravadora internacional Verve (ela foi a primeira artista italiana a ser contratada pela gravadora), para a gravação de seu primeiro álbum. Ainda nessa época, foi apresentada ao cantor e compositor Burt Bacharach, com o qual compôs a música "Trouble", sua primeira parceria.

## Carreira

### Last Quarter Moon e The Space Between
Seu primeiro álbum, Last Quarter Moon, foi lançado em 2005 e foi muito bem recebido pela crítica musical, com canções de sucesso como "Here Is Everything" e "Caramel" (cover de uma canção de Suzanne Vega). O álbum possui também a primeira música em português gravada pela cantora, composição de Fernando de Oliveira e Rosa Passos, "Outono". A edição especial de seu primeiro CD, lançada exclusivamente no Japão, contava com outra faixa em português, "Beijo Partido", no Brasil sucesso na voz de Milton Nascimento.
A primeira grande turnê mundial veio em 2007, com o lançamento de seu segundo disco, "The Space Between", produzido por Steve Addabbo, de músicas de sucesso como "Un Passo Dopo L'altro", "Isola" e "Night".

### A viagem ao Brasil e 7752
Em fevereiro de 2008, num momento de crise na vida pessoal, Chiara veio ao Brasil a convite do amigo Daniel Jobim, neto de Tom Jobim, e foi levada por ele a um famoso sarau num estúdio na Barra, Rio de Janeiro, organizado pelo compositor pernambucano Dudu Falcão e conhecido como "Compositores Unidos". Lá conheceu grandes nomes da atual música popular brasileira, como Ana Carolina, Jorge Vercillo, Luiza Possi e Max Viana. Nesta noite, após ouvir "Isola", canção de "The Space Between", a cantora Ana Carolina pediu a Chiara uma melodia, e as duas fizeram a música "Resta", que acabaria se tornando trilha sonora da novela global "Passione".
Vivendo num triângulo entre Roma, Nova York e Rio de Janeiro, Chiara compôs canções em parceria com outros músicos brasileiros, como Mombaça, Antônio Villeroy e Dudu Falcão. Em 2010 lançou o terceiro disco, "7752", distância em quilômetros entre NY e Rio de Janeiro, o qual foi gravado nas duas cidades e lançado pelo selo musical de Ana Carolina, chamado Armazém. Considerado pela cantora como "a consagração da parceria", o álbum conta ainda com participações de nomes importantes como Diana Tejera e Jaques Morelenbaum. Canções compostas com Ana Carolina, como "I Didn't Want", "Otto Storie" e "Dimmi Perche'" também foram lançadas em português pela cantora brasileira.
A divulgação de "7752" incluiu shows pela Europa, Estados Unidos e Brasil, onde a edição especial do CD contou com uma música bônus, "Simplesmente aconteceu", sua primeira composição em português, feita em parceria com Dudu Falcão.

### Problemas, Festival Sanremo 2012 e Al posto del mondo
Suas passagens pelo Brasil renderam ainda participação no primeiro álbum de Dudu Falcão e a composição da música "Problemas" com Ana Carolina, trilha da novela Fina Estampa e presente no álbum "Ensaio de Cores". A canção foi ainda escolhida como "música do ano" no Prêmio Multishow.
No início de 2012 foi anunciada sua participação em um dos eventos musicais mais famosos do mundo, Festival de Sanremo, aonde cantou com o artista Shaggy e a italiana Francesca Michielin. No festival, Chiara apresentou a música inédita chamada "Al posto del mondo", que dá nome ao seu álbum lançando no mesmo ano. A composição é sua e de Diana Tejera, cantora italiana e parceira musical de cantores como Tiziano Ferro. No dia 17 de março de 2012, Chiara iniciou a turnê de divulgação do seu álbum pela Itália e percorreu outras cidades italianas.
Em 2013, de volta ao Brasil, Chiara estreou a turnê "Solo+" no Tom Jazz, em São Paulo, no mês de maio. Acompanhada no palco pelo guitarrista Guilherme Monteiro, Chiara canta seus maiores sucessos em versão acústica e recebe convidados como Daniel Jobim, Preta Gil, Ana Carolina, Zizi Possi,Pedro Mariano e Jorge Vercillo.

### Canzoni
No final de 2013 foi anunciado o lançamento de um novo álbum, com lançamento previsto para maio, intitulado "Canzoni". O trabalho apresenta 17 regravações de músicas italianas numa roupagem moderna e sofisticada, da bossa nova ao jazz, todas na voz da cantora italiana e com diversas participações especiais.
Gravado na província de Bari, teve a produção musical de Nicola Conte, com quem a Chiara já havia trabalhado na gravação do CD "Rituals" do italiano, cantando duas músicas (vide a seção "Outros Trabalhos"). O time de músicos inclui o saxofonista sueco Magnus Lindgren, o baterista finlandês Teppo Makynen, Luca Alemanno no baixo, Pietro Lussu no piano, Gaetano Partipilo no sax alto e o fiel guitarrista brasileiro, com quem Chiara está desde o primeiro disco, Guilherme Monteiro.
O lançamento aconteceu no dia 6 de maio de 2014, pela Sony Music. O disco contou com participações de Ana Carolina, Gilberto Gil, Chico Buarque e Esperanza Spalding e teve uma ótima aceitação do público e crítica italiana.
Em 6 de julho de 2014, a cantora deu início a "Canzoni Tour" para divulgar seu trabalho recém lançado. A turnê iniciou na cidade de Roma, na Itália e percorreu outras cidades da Europa. Em 7 de dezembro de 2014, Canzoni é lançado no Japão. Chiara realizou três shows da turnê de divulgação na capital do Japão, a cidade de Tókio.
Em 9 de outubro de 2015, foi a vez dos Estados Unidos receber o disco Canzoni sob o rótulo da Sony Music. Chiara estreou o CD no evento de celebração da herança italiana no Museu Metropolitan, sobre escolha de Bill de Blasio , o prefeito de Nova Iorque. Chiara seguiu em turnê pelo país e levou o seu show para quatro cidades com ingressos esgotados. O show Canzoni foi realizado nas cidades de Nova York, Boston, Miami e Washington.
Canzoni foi lançado no Brasil, via digital, no dia 6 de novembro. O disco físico sob rótulo da Sony Music chegou às lojas no dia 20 do mesmo mês. Para divulgar o seu disco, Chiara desembarcou no Brasil em fevereiro para fazer apresentações nas cidades de São Paulo, Rio de Janeiro e Porto Alegre. Os shows no Brasil foram sucesso, pois havia quase três anos que a cantora não se apresentava em terras brasileiras.

### Eclipse
O álbum "Eclipse" foi lançado em 2018, é um disco que explora a mistura de estilos, com foco em uma sonoridade pop e eletrônica. O álbum apresenta um som inovador, onde a voz da cantora se destaca, impulsionada por um arranjo que combina elementos como órgão elétrico, bateria eletrônica e baixo sintético. O álbum contém um total de 13 músicas, como "Come vanno le cose", "Eclisse twist" e "Cuore in tasca".
Em Eclipse, Chiara Civello une forças com Marc Collin para criar um som pop minimalista e cinematográfico, sem precedentes em sua carreira. Inspirado por trilhas italianas dos anos 60 e 70, o álbum mistura sintetizadores e silêncios com reinterpretações delicadas de clássicos de Morricone e Piccioni. Chiara é musa de um universo em preto e branco, onde leveza e melancolia dançam lado a lado. Como presente, ela oferece ao público francês uma versão encantadora de Petite Fleur, de Sidney Bechet. 

### Chansons - International French Standards
No segundo semestre de 2021, Chiara Civello surpreendeu com seu novo álbum, ‘Chansons’. Produzido por Marc Collin (Nouvelle Vague), o trabalho reúne doze canções clássicas escritas por compositores franceses, entre 1945 e 1975. Entre os autores, nomes de Michel Legrand a Charles Aznavour, Charles Trénet, Édith Piaf, Jacques Brel ou Gilbert Bécaud e Francis Lai. Velhos conhecidos para os amantes da boa música francesa, mas não necessariamente para o público internacional.

### Canzoni - Deluxe Edition
Em 27 de novembro de 2024, exatamente dez anos após o lançamento, depois de ter vendido milhares de cópias e gravação de milhões de audiências em todo o mundo, finalmente chega em vinil, em uma edição deluxe – vinil duplo – “Canzoni - Deluxe Edition”, o álbum que revelou o talento da intérprete Chiara Civello, atestando sua versatilidade e profundidade artística.
Um álbum de amor, que abraça a tradição musical italiana em todas as suas facetas, capaz de se mover através de diferentes gêneros. Produzido por Nicola Conte, gravado entre Bari, Nova York e Rio de Janeiro, e enriquecido pela participação de convidados extraordinários, incluindo Gilberto Gil e Chico Buarque, com os arranjos orquestrais com curadoria do lendário Eumir Deodato, “Canzoni” ainda se mostra um trabalho muito afortunado, capaz de homenagear a beleza e a profundidade da música italiana.
Para completar este décimo aniversário, a nova edição digital do álbum tem a presença de duas faixas bônus e seis faixas alternativas e versões em inglês com novos arranjos. A turnê Canzoni 10 years  rodou por Doha - Qatar, Putignano, Milão, Ascoli Piceno, Bari, Nápoles e Roma

## Discografia[11]
- 2005 - Last Quarter Moon
- 2007 - The Space Between (álbum)
- 2010 - 7752
- 2012 - Al posto del mondo
- 2014 - Canzoni (2024 -  Canzoni - Deluxe Edition [12])
- 2017 - Eclipse
- 2021 - Chansons - International French Standards[13]

## Outros trabalhos
Em 1997, Chiara Civello fez uma importante colaboração com o grupo Canaïma-World-Jazz "A Human Experience", que marcou o segundo trabalho do grupo. Canaïma foi formado em Boston, nos Estados Unidos, e contou com músicos talentosos como o guitarrista Alex Jacquemin, o saxofonista Gilles Grivolla, o pianista e tecladista Renaud Barbier, o percussionista Guillaume Pouget, o baterista Juanjo Orti e o baixista Ben Zwerin. A banda, com uma sonoridade que mistura jazz, influências latinas e a riqueza da música mundial, encontrou na voz de Chiara Civello uma nova dimensão artística.
A italiana, já reconhecida pela sua sensibilidade vocal e profundidade interpretativa, adicionou uma camada única à música do grupo, contribuindo com sua voz expressiva e técnica refinada. "A Human Experience" se tornou um marco no cenário musical, mesclando ritmos, culturas e estilos com uma elegância que refletiu a visão criativa do grupo e a colaboração harmoniosa de Chiara.
A participação de Chiara nesse projeto foi uma das várias colaborações que ela teve ao longo de sua carreira, consolidando sua habilidade de transitar por diferentes gêneros e colaborar com músicos de diversas partes do mundo, sempre trazendo sua marca pessoal à música.
Chiara também gravou diversas músicas que não foram lançadas em seus álbuns, como "Conchiglie" (composição dela a partir de uma canção de Dudu Falcão e Luiza Possi, posteriormente lançada na versão Deluxe de 7752) e os covers "I Want You", de Marvin Gaye e "Que reste-t-il de nos amours?", de Charles Trenet. Em dueto, participou do álbum de Juan Luis Guerra, "La Llave de Mi Corazón", cantando a última faixa, "Something Good". Colaborou ainda com "Rituals", do cantor Nicola Conte, nas músicas "Karma Flower" e "Paper Clouds", e da coletânea de músicas infantis Lullabies for a Small World, com a música "Ninna nanna ri la rosa"
Em 2002 participou do álbum "Multiple Personalities", parte do projeto musical "Lello Molinari's Project". No CD, canta a famosa música italiana de Toto "La Malafemmena", além da consagrada "Anthony Goes to Mardy Gras". Também empresta a voz para a última faixa do CD, chamada "Quando".
Com o cantor italiano Joe Barbieri cantou "Lacrime di Coccodrillo" e fez um dueto da última canção do "7752", "Non Avevo Capito Niente", no Auditorium of Rome, em novembro de 2010. No Piazza Plebiscito, em Napoli, cantou "L'ironia di sempre", com o famoso cantor italiano Pino Daniele. Participou, ainda, de alguns shows do violinista árabe Simon Shaheen em 2006.
No início da carreira, fez trabalhos de backing vocal para diversos artistas como James Taylor (no álbum "October Road", onde também tocou piano na faixa "On the 4th of July"), John Pizzarelli (no cover de "Estate") e Jimmy Haslip (na música "Vaya"), além de ter participado do álbum organizado pela Berklee College of Music e lançado em 1997, "Summa Cum Jazz", cantando a música "The Sound of Love", de Duke Ellington.
Em 2009 participou do álbum de Guilherme Monteiro, chamado "Air", emprestando sua voz para a música "View From The Top Of A Mountain".
Em 2010, com outros músicos compôs a canção "Cuore Distratto", que acabou lançada no disco "Giorni di Rose", da cantora italiana Paola Turci.
Em 2011, participou do álbum do cantor Mario Biondi, "Due", cantando a música "All I Really Want", composição dela em parceria com Antônio Villeroy. No mesmo ano, participou também do álbum "Mais Uma Página", da cantora brasileira Maria Gadú, com a faixa "Reis", música de sua composição conjunta com Ana Carolina e Maria Gadú.
Já em 2021, em parceria com a cantora e compositora Andrea Farri e com a participação de Emanuele Trevi (prêmio Strega 2021), Chiara  lançou a canção "Perdiamoci". A música fez parte da trilha sonora da série de TV "Imma Tataranni", na ocasião, Civello fez uma participação especial em um dos episódios exibidos, onde cantou a nova música, tendo sido transmitida em horário nobre na Rai 1.
Em 30 de setembro de 2022 Chiara lançou seu novo single "Sono come sono" pela Four Flies Records. Um trabalho co-produzido por Dario Bassolino e escrito em parceria com Kaballà. Se trata de uma adaptação italiana de "Olhos Coloridos", canção trazida ao sucesso pela artista brasileira Sandra de Sá, com letra e música de Macau.
No dia 19 de outubro de 2023 lançou o single "Sempre Così", com distribuição pela The Orchard Itália, canção que marcou presença no curta-metragem "This Is How A Child Becomes a Poet", de Celine Sciamma, em homenagem à poetisa Patrizia Cavalli, falecida em 21 de junho de 2022, e grande amiga de Chiara.[carece de fontes?]
Em abril de 2024 Chiara estreou a tour "Sempre Così, Costellazione Poetica", com data inaugural no dia 5 de abril, em Todi, cidade natal de Patrizia Cavalli, a cantora também se apresentou em Bolonha, Asti, Torino, Palermo, Bari, Nápoles, Roma e Milão. A Constelação Poética desenhada por Chiara Civello neste espetáculo vê a copresença da música com a poesia e o cinema, num verdadeiro diálogo entre gêneros, entre rastros de autores contemporâneos e o eco vindo das grandes canetas do passado. A artista acompanhada de alguns instrumentos, piano, violão e sua voz inconfundível, entrou nos diferentes quartos de amor que sua música habitou ao longo dos anos. Houve o cruzamento entre música, poesia e imagens que propuseram uma reflexão dialética entre o vazio e o amor.
No verão italiano de 2024 a cantora se dividiu em dupla turnê, ela rodou o país com apresentações em comemoração aos dez anos do álbum "Canzoni", assim como com uma segunda parte da tour "Sempre Così, Costellazione Poetica". Para registrar o momento, Chiara se uniu a artista Laura Anastasio, como resultado, uma serigrafia de arte, feita para celebrar a dupla digressão que vê a cantora como protagonista em toda a Itália. 
No dia 25 de abril de 2025, os músicos Giovanni Ceccarelli e Ferruccio Spinetti lançaram uma colaboração com Chiara interpretando a canção "You Must Believe in Spring", composta por Jacques Demy e Michel Legrand. A faixa foi disponibilizada nas plataformas digitais pelo selo Bonsai Music.
Chiara volta aos palcos no verão de 2025 com uma série de apresentações imperdíveis - Turnê Acústica 2025. Cantando em cinco idiomas, Chiara é uma artista sem fronteiras e sem endereço fixo, que transforma cada palco em casa. Datas já confirmadas da turnê de verão 2025: 🇮🇹 Itália: 29 de junho - Putignano (BA), Kepos Festival; 1º de julho - Roma, Estate al MAXXI; 25 de julho - Bari, Masseria Pietrasole; 26 de julho - Cupra Marittima (AP), Bagni Pine; 2 de agosto - Agrigento, Teatro Panoramica dei Templi; 9 de agosto - Crotone, Kroton Jazz Festival; 23 de agosto - Formia (LT), Between Festival della Riviera di Ulisse; 22 de setembro - Cagliari, Forma e Poesia nel Jazz. 🇹🇷 Turquia: 5 de julho - Istambul, Istanbul Jazz Festival ; 7 de julho - Denizli, Denizli Jazz Festival com banda completa. 🇸🇪 Suécia: 26 de setembro - Estocolmo, Grünewaldsalen.